# Ampulex distinguenda
Ampulex distinguenda är en  stekelart som beskrevs av Kohl 1893. Ampulex distinguenda ingår i släktet Ampulex och familjen Ampulicidae. Inga underarter finns listade i Catalogue of Life.